# Nikita Parris
Nikita Josephine Parris (født 10. marts 1994) er en engelsk professionel fodboldspiller, der spiller som angriber for Brighton & Hove Albion F.C og  England. Hun har tidligere spillet for Manchester United, Manchester City Women, Arsenal, Everton ladies og Olympique Lyonnais. Hun har bl.a. repræsenteret sit land ved U/20-VM i fodbold for kvinder 2014, U/19 EM i fodbold for kvinder 2013 og EM i fodbold for kvinder 2017.
Fra 2018 til 2020 havde Parris rekorden som topscorer gennem alle tider i Women's Super League. Med Lyon har hun vundet UEFA Women's Champions League 2019-20, Coupe de France Féminine 2020, Trophée des Championnes 2019 og  Women's International Champions Cup 2019. Med Manchester City vandt hun 2016 league titlen, FA Women's League Cup i 2016 og 2018–19 og FA Women's Cup i 2016–17 og 2018–19.